# Enter Air
Enter Air je největší polská charterová letecká společnost se sídlem ve Varšavě. Hlavní základnu má na letišti Frédérica Chopina ve Varšavě i letišti v Katovicích, další stálé základny jsou na letištích v Poznani, Vratislavi. Provozuje prázdninové a charterové lety po Evropě svou flotilou úzkotrupých letounů. Společnost byla založena v roce 2009, první komerční let vedl v roce 2010 z Varšavy do tuniského Enfidha.

## Flotila

### Současná
K listopadu 2022 měla společnost Enter Air ve své flotile 26 letounů. Jejich průměrné stáří bylo 18,5 let.
| Letadlo          | Počet | Objednávky | Cestující | Poznámky |
| ---------------- | ----- | ---------- | --------- | -------- |
| Boeing 737-800   | 24    | —          | 189       |          |
| Boeing 737 MAX 8 | 2     | 4          | 189       |          |
| Celkem           | 28    | 4          |           |          |

### Historická
| Letadlo         | Po čet | Cestující | Poznámky |
| --------------- | ------ | --------- | --- |
| Airbus A320-200 | 6      | 168       | V říjnu 2022 vrátila společnost Enter Air pronajaté letouny Airbus A320 zpět bulharské společnosti Electra Airways. |